# Arme Schulschwestern Notre Dame (Banat)
Die Armen Schulschwestern Notre Dame sind eine Ordensgemeinschaft der römisch-katholischen Kirche in der westrumänischen Stadt Timișoara (deutsch Temeswar).

## Geschichte

Klosterkirche Notre Dame „Geburt der seligen Jungfrau Maria“, 1910

Klosterkirche und Gebäudekomplex, 1905

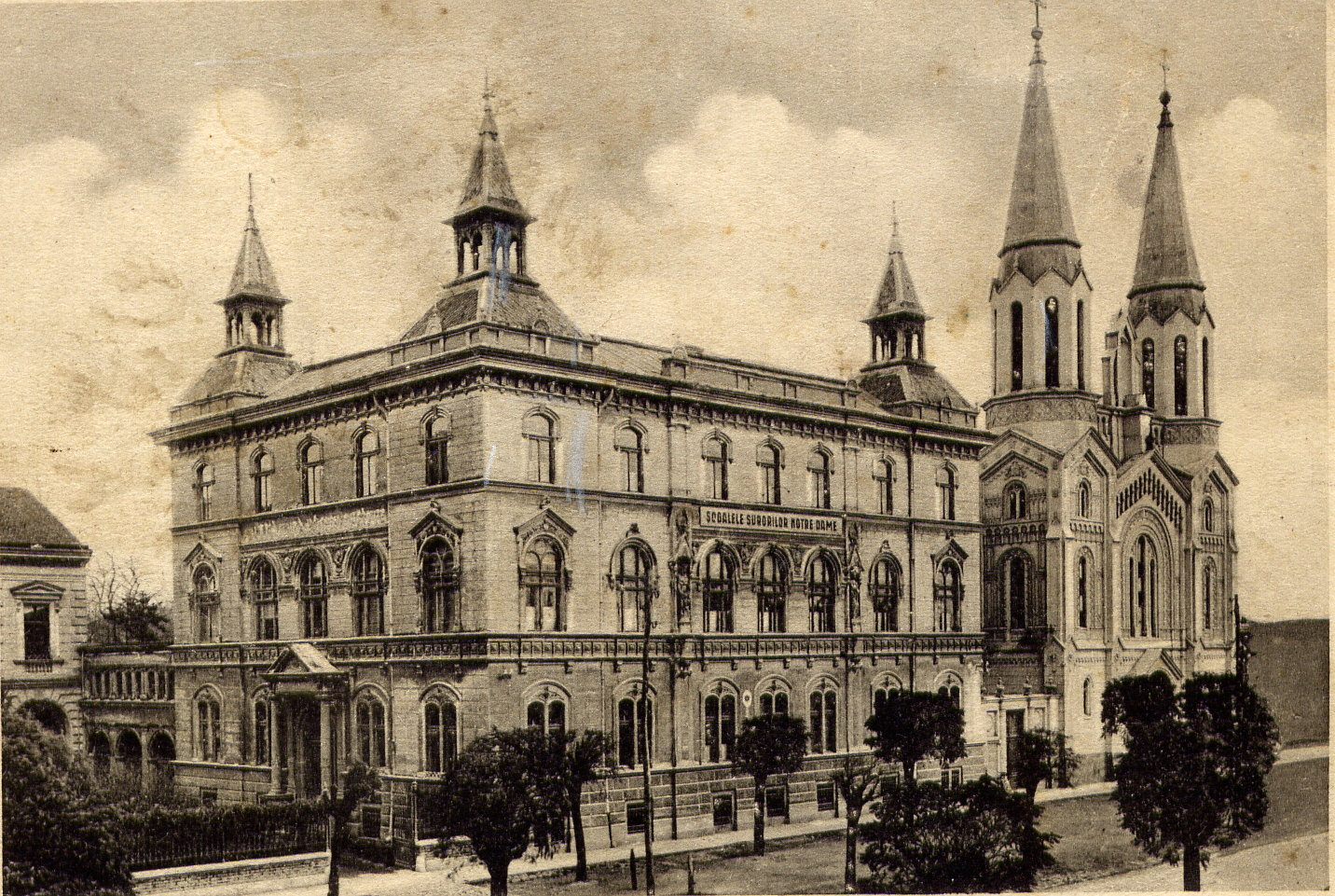
Notre-Dame Klosterschule, Mutterhaus

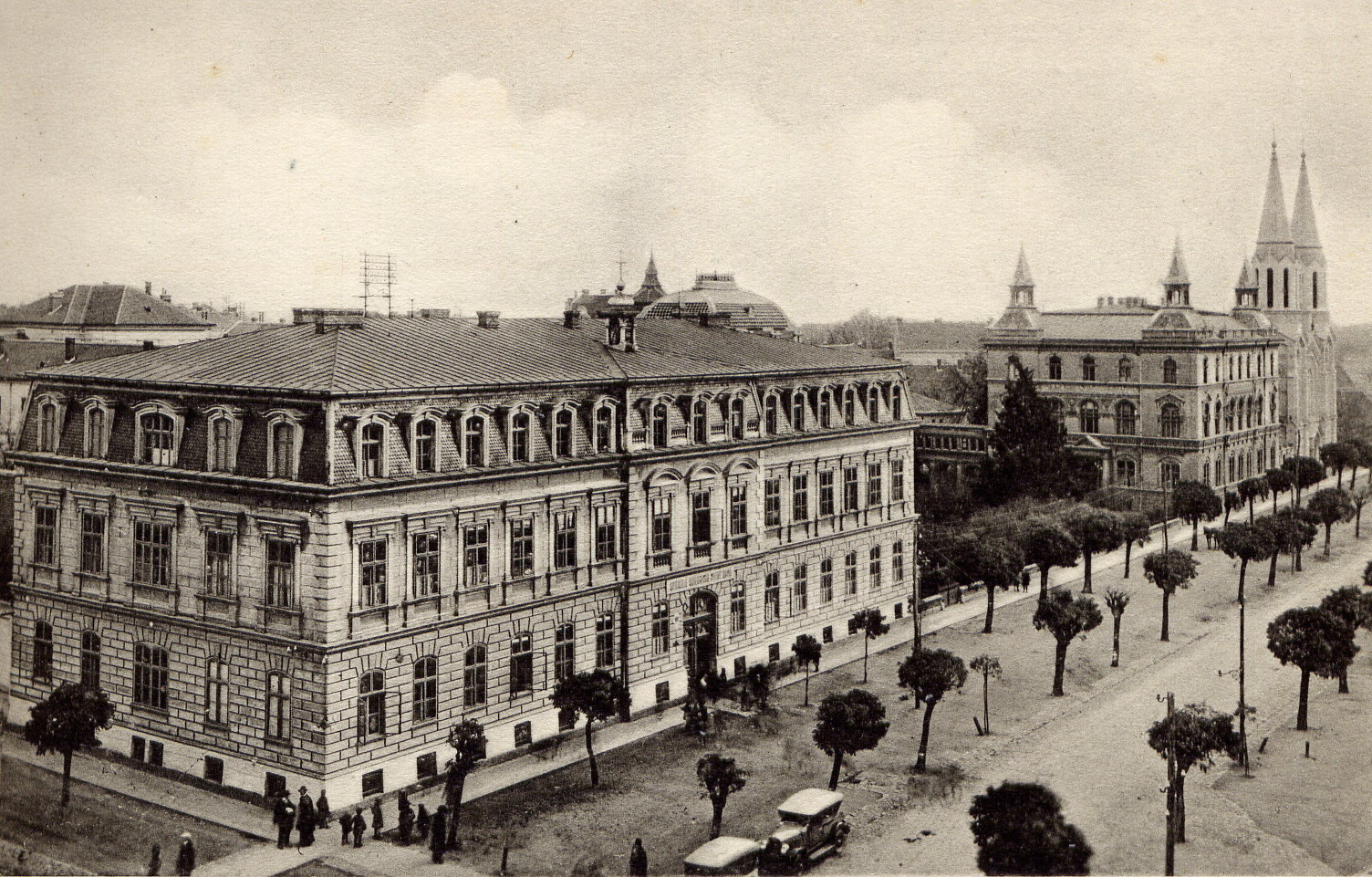
Notre-Dame-Kloster, Gebäudekomplex

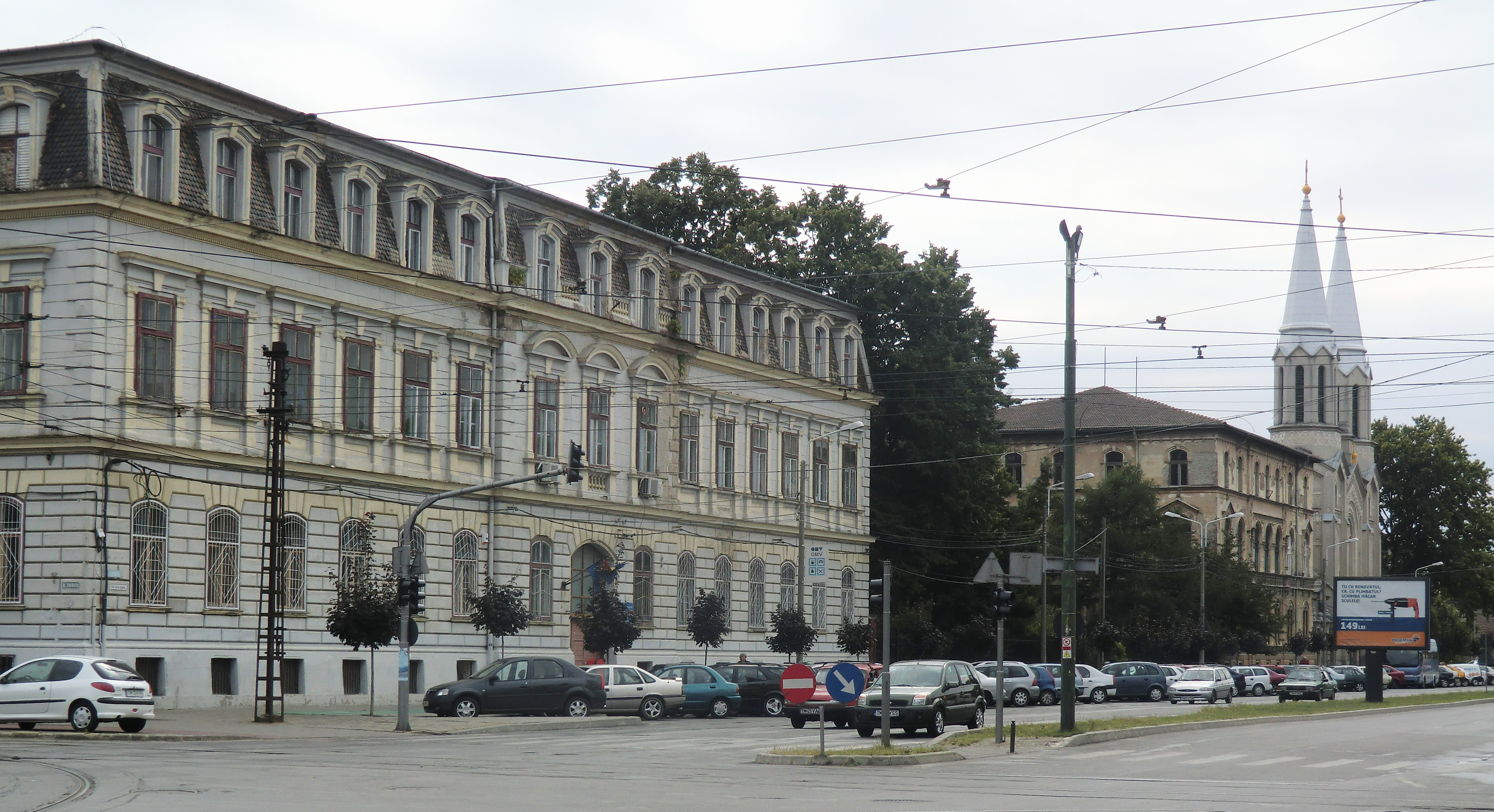
Notre-Dame Kloster, Gebäudekomplex, 2010

Auf Vermittlung von Bischof Alexander Csajághy des Bistums Szeged-Csanád gelangten 1858 sechs Schwestern der 1833 gegründeten Münchner Ordensgemeinschaft der Armen Schulschwestern von Unserer Lieben Frau in das damalige Temeswar, die sich hier fortan die „Armen Schulschwestern Notre Dame“ nannten.
Der nachfolgende Bischof Alexander Bonnaz gründete zwischen 1880 und 1889 im Stadtbezirk Josefstadt einen großzügig ausgelegten Gebäudekomplex bestehend aus dem Mutterhaus des Instituts der Armen Schulschwestern, der Notre-Dame Klosterkirche und mehreren Schulgebäuden. Die Notre-Dame Klosterschule bestand aus einem Kindergarten, einer Volksschule, einem  Mädchengymnasium, einer Fortbildungsschule, einer  Lehrerinnenbildungsanstalt und einer Übungsschule für die Lehrerinnenbildungsanstalt.  Zusätzlich hierzu betreuten die Schwestern ein Waisenhaus. Für einige auswärtige Schülerinnen richtete der Orden ein Internat ein. Über die Jahre eröffnete der Orden nicht nur neue Klosterschulen in Temeswar, sondern auch Filialen mit Klosterschulen in vielen Banater Ortschaften. Zusätzlich zu den sechs ursprünglichen Schwestern aus Bayern rekrutierte der Orden viele einheimische Schulschwestern.
Im Schuljahr 1880/81 wurden an den zwölf Schulen des Ordens insgesamt 3982 Schülerinnen von 189 Schulschwestern unterrichtet, 1881 hatte alleine die Bildungseinrichtung in Temeswar 280 Schülerinnen, und 34 Ordensanwärterinnen bereiteten sich auf ihre pädagogische Laufbahn vor. Die Klosterschule im Temeswarer Stadtteil Josefstadt zählte bald zu den modernsten Schulen Ungarns und galt als vorbildlich in Europa. Der Unterricht stand außer katholischen Mädchen auch Schülerinnen anderer Konfessionen offen. Nach der Jahrhundertwende 1900 kam es zu vielen Neugründungen von Klosterschulen, auch die Temeswarer Schule wurde ausgebaut.
Zwischen 1925 und 1944 bestand zwischen der Lehrerinnenbildungsanstalt und dem Priesterseminar an der Banatia in Timișoara eine enge Zusammenarbeit. Die Deutsche „Volksgruppe in Rumänien“ wurde 1940 als juristische Person des öffentlichen Rechts anerkannt, und ihr wurde per Gesetz Schulautonomie zugestanden. Sie übernahm alle deutschsprachigen Schulen mit Ausnahme der Klosterschulen, die weiter als Ordensschulen bestanden.
Zum Ausbruch des Zweiten Weltkriegs zählten die Lehranstalten des Josefstädter Klosters 716 Schülerinnen. Das Mädchenlyzeum zählte 311 Schülerinnen von zumeist römisch-katholischem Bekenntnis, aber mit verschiedener Muttersprache:
- 97 ungarisch
- 87 rumänisch
- 86 deutsch
- 4 bulgarisch
- 7 slowakisch
- 10 serbisch
- 9 jüdisch
- 1 italienisch

1948 wurden die Schulen von der kommunistischen Regierung Rumäniens verstaatlicht und die Ordensgemeinschaft aufgelöst. Die etwa 400 Schwestern durften nicht mehr unterrichten und wurden nach der Schließung der Klöster am 15. August 1949 entlassen. Viele der Schwestern mussten sich Verhören und Folter der Geheimpolizei unterziehen und erlitten sogar jahrelange Haftstrafen, nur schwer fanden sie Unterkunft und einen Broterwerb.
Nach der Rumänischen Revolution 1989 unternahm die Ordensleitung in Rom den Versuch der Neubelebung der Klostergemeinschaft. 72 verstreut lebende Schwestern wurden zusammengeführt und neue Häuser für sie gekauft, da die enteigneten früheren Gebäude nicht zurückerstattet wurden. Die Klosterkirche wurde renoviert; dort werden heute Gottesdienste in mehreren Sprachen wie Rumänisch, Bulgarisch und Deutsch gehalten. Der Unterricht beschränkt sich auf den Religionsunterricht in mehreren Gemeinden.
Der Orden erhielt bald wieder Zulauf von Nachwuchs. 2002/03 wurde der erste katholische Kindergarten in Timișoara mit Spenden aus Deutschland und der Organisation Renovabis von den Armen Schulschwestern erbaut und im Oktober 2003 eröffnet. Der Kindergarten wird von rund 85 Kindern mit katholischem und orthodoxem Hintergrund besucht. Der Schwerpunkt des Kindergartens liegt auf der religiösen Erziehung und Bildung, mit Hinführung zu den Festen des Kirchenjahres.

## Trivia
Die Maria-Statue, die vor dem Zweiten Weltkrieg im Hof des Klosters Notre Dame stand, wurde von Hans Parison restauriert und steht jetzt im Hof des Pfarrhauses von Periam (deutsch Perjamosch).